# Wacław Wrzesiński
Wacław Wrzesiński (ur. 26 sierpnia 1918, zm. 1 sierpnia 1981) – polski kolarz szosowy; mistrz i reprezentant Polski.

## Życiorys

### Kariera sportowa

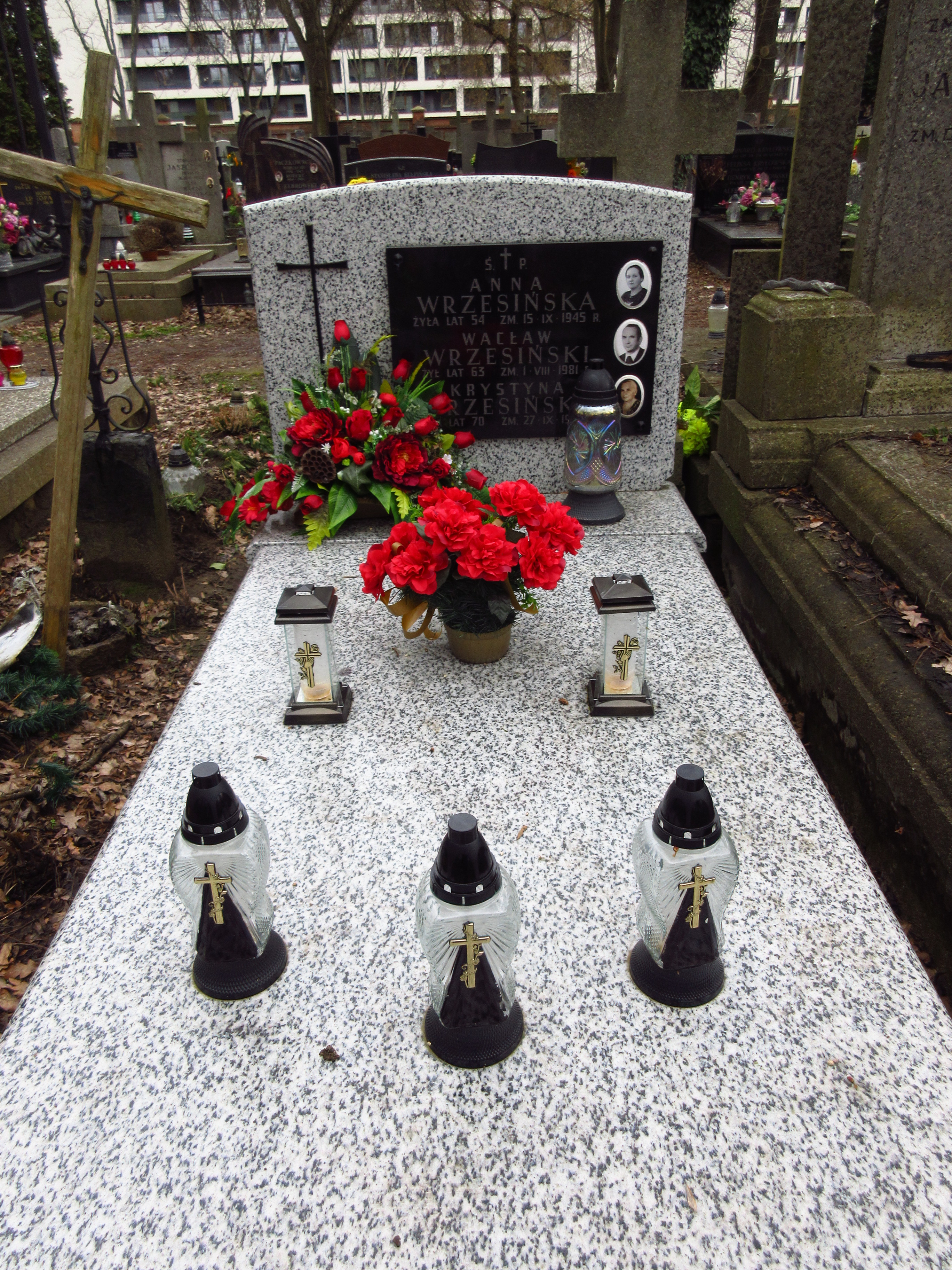
Grób Wacława Wrzesińskiego na Cmentarzu Bródnowskim.

Przez całą karierę sportową był związany z Polonią Warszawa, w której barwach startował od 1935 do 1960 roku. Dwukrotnie zdobywał mistrzostwo Polski (1949 – szosowy wyścig indywidualny, 1950 – wyścig górski), był także dwukrotnie wicemistrzem w szosowym wyścigu indywidualnym ze startu wspólnego (1948, 1956) i szosowym wyścigu drużynowym na 100 km (1949 i 1954), raz wicemistrzem w wyścigu górskim (1949) i raz w wyścigu przełajowym (1950).
Pięciokrotnie startował w Wyścigu Pokoju (1948 – 5 m. i 2 wygrane etapy, 1949 – 20 m., 1950 – 16 m., 1951 – 21 m., 1952 – 27 m.). Z sukcesami startował także w Tour de Pologne – w 1947 wygrał jeden (I) etap, w 1948 wygrał trzy etapy  i zajął trzecie miejsce w klasyfikacji końcowej, w 1949 wygrał dwa etapy, w 1952 – zwyciężył na czterech etapach i również w czterech jechał  koszulce lidera, w 1953 wygrał jeden etap, w 1957 zajął drugie miejsce w klasyfikacji końcowej, a po 4 etapach przez kolejny jechał w koszulce lidera. W 1957 wygrał Wyścig Dookoła Mazowsza.
Po zakończeniu kariery sportowej pracował jako trener.

### II wojna światowa
Pod pseudonimem „Zuch” służył w Tajnej Armii Polskiej, w szeregach kompanii motorowej, przemianowanej na Pierwszy Szwadron Strzelców Motorowych, a następnie w Związku Walki Zbrojnej i w Armii Krajowej, walczył w organizacji Wachlarz w okolicach Berdyczowa i w powstaniu warszawskim w I Szwadronie Strzelców Motorowych w ramach V Obwodu (Mokotów) Warszawskiego Okręgu Armii Krajowej. Opuścił miasto z ludnością cywilną.

### Miejsce spoczynku
Pochowany na cmentarzu Bródnowskim w Warszawie (kwatera 110I-2-16).